# Henricia aspera
Henricia aspera är en sjöstjärneart som beskrevs av Fisher 1906. Henricia aspera ingår i släktet Henricia och familjen krullsjöstjärnor.

## Underarter
Arten delas in i följande underarter:
- H. a. aspera
- H. a. robusta